# Allen Francis Gardiner

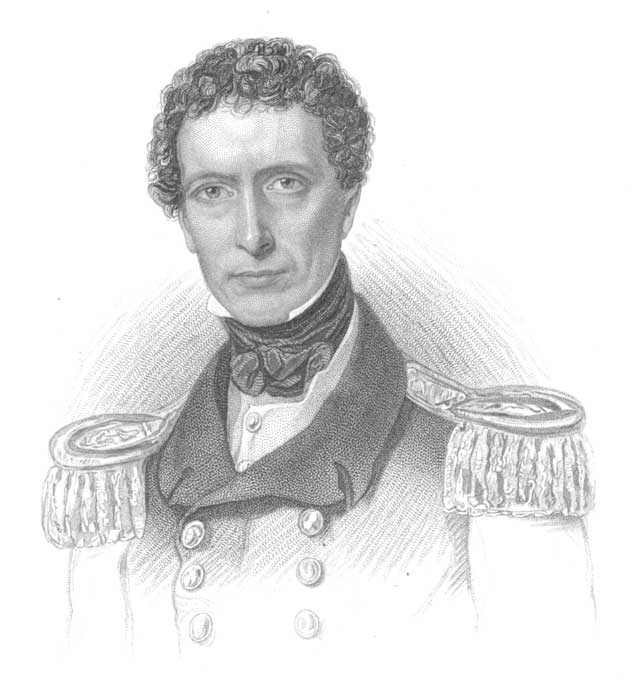
Allan Francis Gardiner

Allen Francis Gardiner, född 28 januari 1794, död 1851, var en brittisk sjöofficer och missionär.
Gardiner fick under en resa 1822 lära stiftat bekantskap med Sydamerikas urinvånare, och vad han upplevde som deras sedeslöshet, något som övertygade honom om nödvändigheten av mission bland dessa. Efter att själv ha verkat som Sydafrikansk missionär lyckades han 1844 grunda det patagoniska missionssällskapet, senare utvidgat till ett sydamerikanskt. Gardiner företog 3 missionsresor till Eldslandet. Under den sista omkom Gardiner och hans följeslagare av svält.